# Notholca orbiculata
Notholca orbiculata is een raderdiertjessoort uit de familie Brachionidae. De wetenschappelijke naam van deze soort is voor het eerst geldig gepubliceerd in 1986 door Kutikova.